# Wacław Kostewicz
Wacław Stankowicz Kostewicz (zm. 1532) – marszałek królewski (1511), marszałek hospodarski (od 1509 lub 1511), dzierżawca kobryński, starosta kobryński, dorsuniski (1510–1514).
Prawdopodobnie pieczętował się herbem Leliwa.
Syn Stanka (Stanisława) Kostewicza, namiestnika kowieńskiego. Brat Janusza Stankowicza Kostewicza, wojewody witebskiego i podlaskiego.

## Życiorys
Widnieje w dokumentach potwierdzających unię w Mielniku (1501).
Jego pierwszą żoną była ostatnia z rodu książąt kobryńskich – Anna, w pierwszym małżeństwie za wojewodą moskiewskim Fiodorem ks. Bielskim, córka Semena ks. Kobryńskiego (prawnuka wielkiego księcia litewskiego Olgierda) i Julianny z ks. Holszańskich.
W 1512 żona Anna otrzymała księstwo kobryńskie po zmarłej bratowej – Fiedorze (Zofii) z Rohatyńskich II v. za Jerzym Pacem III v. za Mikołajem Radziwiłłowiczem. W 1516 Wacław Kostewicz otrzymał od króla po śmierci żony księstwo kobryńskie w dożywotnią dzierżawę. Dał przywileje cerkwi w Kobryniu, a w 1522 ufundował kościół w Dobuczynie (Prużanie). Mimo tego w 1522 Zygmunt I Stary daje przywilej na księstwo kobryńskie królowej Bonie. Kostewicz nie rezygnuje jednak z dożywocia na Kobryniu, ale musi podporządkować się decyzjom Bony. W 1528 Bona wymogła na Kostewiczu rezygnację z księstwa, w zamian czego zostaje on pierwszym starostą kobryńskim.
Po śmierci pierwszej żony, ożenił się ponownie z Anną Iliniczówną, córką Mikołaja (syna starosty smoleńskiego Mikołaja) i Elżbiety Niemirowicz-Szczyttówny (córki marszałka hospodarskiego Jakuba Niemirowicza Szczyta). Z Anną Iliniczówną miał dwoje dzieci:
- Piotra (prawdopodobnie zmarłego młodo i bezpotomnie),
- Dorotę
  - I v. za marszałkiem królewskim i starostą kowieńskim Jarosławem ks. Hołowczyńskim, synem kniazia Matwieja Mikitynicza,
  - II v. za wojewodą połockim Stanisławem Dowojną, synem Stanisława i Zofii Niemirowiczówny, siostry Jana Niemirowicza Pieńka.

Zmarł w 1532. Natychmiast po jego śmierci królowa Bona przejęła księstwo kobryńskie, które z dobra lennego za czasów książąt Kobryńskich stało się dobrami „stołu królewskiego”.
Anna Iliniczówna po śmierci Kostewicza wyszła ponownie za mąż za kniazia Jana Wiktoryna Giedroycia.